# Campionato kosovaro di calcio a 5
Il campionato kosovaro di calcio a 5 è un insieme di tornei riservati a squadre maschili di calcio a 5 affiliati alla Federazione calcistica del Kosovo. La massima competizione è chiamata "Superliga futsall".

## Albo d'oro
- 2008-2009:  Feniks (1)
- 2009-2010:  Bambo (1)
- 2010-2011:  Besa (1)
- 2011-2012:  Besa (2)
- 2012-2013:  Feniks (2)
- 2013-2014:  Peja (1)
- 2014-2015:  Liburn (1)
- 2015-2016:  Feniks (3)
- 2016-2017:  Liburn (2)
- 2017-2018:  Feniks (4)

- 2018-2019:  Liburn (3)
- 2019-2020:  Prishtina (1)
- 2020-2021:  Liqeni (1)
- 2021-2022:  Liqeni (2)
- 2022-2023:  Prishtina 01 (1)
- 2023-2024:  Prishtina 01 (2)

## Supercoppa
| Stagione | Vincitore | Finalista |
| -------- | --------- | --------- |
| 2009     | Feniks    | Besa      |
| 2010     | Bambo     | Peja      |
| 2011     | Besa      | Feniks    |
| 2012     | Feniks    | Besa      |
| 2013     | Liburn    | Feniks    |
| 2014     | Feniks    | Peja      |
| 2015     | Feniks    | Liburn    |
| 2016     | Feniks    | Liburn    |
| 2017     | Liburn    | Feniks    |
| 2018     |           |           |